# Howsham Hall
Howsham Hall est une demeure seigneuriale jacobine classée de catégorie I à Howsham, Yorkshire du Nord, Angleterre .
Elle est construite sur deux étages en pierre de taille calcaire selon un plan en U avec une façade à 7 travées . La maison est transformée en école préparatoire au milieu du XXe siècle.

## Histoire
Au début du XVIe siècle, le domaine Howsham appartient au prieuré voisin de Kirkham et, à la suite de la dissolution des monastères sous Henri VIII est accordé à Thomas Manners (1er comte de Rutland) vers 1540. Son arrière-petit-fils le vend à Thomas Bamburgh. Le manoir actuel est construit vers 1610 sur le site d'un ancien manoir, en utilisant la pierre du prieuré, par Sir William Bamburgh, dont les armoiries, avec celles de sa femme Mary Forthe, se trouvent au-dessus de l'entrée principale. La cave est normande et la partie principale de la maison est jacobéenne. Cependant, la structure du bâtiment a depuis été modifiée au fil des ans. Sir William est haut shérif du Yorkshire en 1607–08.
En 1709, la maison étant passée par mariage à la famille Wentworth, Sir John Wentworth ajoute la façade est .
Passée de nouveau par mariage à la famille Cholmeley l'Abbaye de Whitby, la maison est remodelée vers 1775 pour Nathaniel Cholmley, peut-être par John Carr. Il y a une extension en brique géorgienne à l'arrière de la maison et certaines des fenêtres sont modifiées pour avoir des vitres plus grandes dans le style géorgien. Le parc est aménagé par Capability Brown dans les années 1770 pour la famille Cholmeley. Dans le parc se trouvent trois séquoias géants disposés en triangle. Ils ont été donnés à un nombre limité de domaines ruraux au XVIIe siècle. Les séquoias étaient inconnus de l'horticulture européenne jusqu'au milieu du XIXe siècle, après la ruée vers l'or californienne.
Le domaine passe (encore une fois par mariage) à la famille Strickland au XIXe siècle. Ils vendent le domaine et son contenu en 1948 à un propriétaire de scierie de Pickering, dans le Yorkshire ; dans les années 1950, elle est rachetée par John Knock et transformée en école préparatoire pour garçons .

## École Howsham Hall
Howsham Hall est acheté en 1956 par John Knock. Il devait être démoli par le conseil, mais en 1958, il ouvre ses portes en tant qu'école indépendante pour garçons. En 1993, l'école introduit à la fois des filles et des élèves externes, portant le nombre d'élèves à environ 60. L'école est fermée le 6 juillet 2007 à la fin du trimestre d'été en raison de la diminution du nombre d'élèves .